# WRHL 2008./09.
Women’s Regional Handball League (WRHL) za 2008./09. je bila prva sezona WRHL lige te ju je osvojila Podravka Vegeta iz Koprivnice.

## Ljestvica
| mj               | klub                         | ut                                             | pob                                            | ner                                            | por                                            | golovi                                         | bod                                            |
| ---------------- | ---------------------------- | ---------------------------------------------- | ---------------------------------------------- | ---------------------------------------------- | ---------------------------------------------- | ---------------------------------------------- | ---------------------------------------------- |
| 1.               | Podravka Vegeta Koprivnica   | 10                                             | 7                                              | 1                                              | 2                                              | 352:275                                        | 15                                             |
| 2.               | Budućnost T-Mobile Podgorica | 10                                             | 7                                              | 0                                              | 3                                              | 312:287                                        | 14                                             |
| 3.               | Hypo Niederösterreich        | 10                                             | 6                                              | 1                                              | 3                                              | 349:281                                        | 13                                             |
| 4.               | Krim Mercator Ljubljana      | 10                                             | 5                                              | 2                                              | 3                                              | 343:278                                        | 12                                             |
| 5.               | Lokomotiva Zagreb            | 10                                             | 3                                              | 0                                              | 7                                              | 285:310                                        | 6                                              |
| 6.               | Ljubuški Lido Osiguranje     | 10                                             | 0                                              | 0                                              | 10                                             | 207:417                                        | 0                                              |
|                  |                              |                                                |                                                |                                                |                                                |                                                |                                                |
|                  | Kometal Skoplje              | odustali tokom sezone, svi rezultati anulirani | odustali tokom sezone, svi rezultati anulirani | odustali tokom sezone, svi rezultati anulirani | odustali tokom sezone, svi rezultati anulirani | odustali tokom sezone, svi rezultati anulirani | odustali tokom sezone, svi rezultati anulirani |
| Radnički Beograd |                              | odustali tokom sezone, svi rezultati anulirani | odustali tokom sezone, svi rezultati anulirani | odustali tokom sezone, svi rezultati anulirani | odustali tokom sezone, svi rezultati anulirani | odustali tokom sezone, svi rezultati anulirani | odustali tokom sezone, svi rezultati anulirani |

## Poveznice
- wrhl.info  Arhivirana inačica izvorne stranice od 27. rujna 2013. (Wayback Machine) WRHL 2008.09.